# Pantopipetta
Pantopipetta – rodzaj kikutnic z rodziny Austrodecidae. 

## Opis
Należące tu kikutnice mają dobrze rozwinięty wzgórek oczny, który wznosi się z przedniej krawędzi płata głowowego. Smukły, pipetowaty ryjek jest u niektórych gatunków  w części wierzchołkowej pierścieniowany. Większość gatunków ma nogogłaszczki zbudowane z 7 lub 8 członów. Odnóża krocze długie. Owigery mają 10 członów, z których ostatni opatrzony jest rzędem trójkątnych, ząbkowatych kolców. Rzadziej owigery zredukowane są do 4 lub 5 członów.

## Ekologia
Spotykane od 66 do 5024 metrów głębokości.

## Systematyka
Należy tu 15 opisanych gatunków:
- Pantopipetta angusta Stock, 1981
- Pantopipetta armata Arnaud & Child, 1988
- Pantopipetta armoricana Stock, 1978
- Pantopipetta australis (Hodgson, 1914)
- Pantopipetta auxiliata Stock, 1968
- Pantopipetta bilobata Arnaud & Child, 1988
- Pantopipetta brevipilata Turpaeva, 1990
- Pantopipetta buccina Child, 1994
- Pantopipetta capensis (Barnard, 1946)
- Pantopipetta clavata Stock, 1994
- Pantopipetta gracilis Turpaeva, 1993
- Pantopipetta lata Stock, 1981
- Pantopipetta longituberculata (Turpaeva, 1955)
- Pantopipetta oculata Stock, 1968
- Pantopipetta weberi (Loman, 1904)